# Damon and Pythias
«Дамон и Финтий» (англ. Damon and Pythias) — немой американский драматический фильм режиссёра Отиса Тёрнера. Главные роли исполнили Уильям Уоррингтон, Герберт Роулинсон и Клео Мэдисон.
Сюжет фильма основан на легенде о Дамоне и Финтия в эпоху правления Дионисия Старшего. Проект студии Universal Pictures, снятый в эпоху расцвета полнометражного кино и заката немого кинематографа. На съемочной площадке, актёры ходили в повседневной одежде, а не в исторических костюмах.

## Сюжет
Действие фильма происходит на острове Сицилия 400 лет до нашей эры. Городом Сиракузы управляет команда сенаторов. Дионисий Старший мечтает о власти, а сенатор Дамон ему противостоит…

## В ролях
| Актёр             | Роль               |
| ----------------- | ------------------ |
| Уильям Уоррингтон | Дамон              |
| Герберт Роулинсон | Финтий             |
| Клео Мэдисон      | Гермиона           |
| Энн Литтл         | Каланте            |
| Фрэнк Ллойд       | Дионисий Старший   |
| Хелен Райт        | Арриа              |
| Чендлер Хаус      | сын Дамона         |
| Гарри Дэвенпорт   | Филист Сиракузский |
| Дюк Уорн          | Лукулл             |
| Эдгар Келлер      |                    |